# 德福特 (密歇根州)
德福特（英語：Deford）是位於美國密歇根州土斯科拉縣諾維斯塔鎮區的一個非建制地區。

## 地理
德福特所處的海拔為高於海平面226米（即741英呎），而該地所採用的時區為UTC-5，即北美东部時區（EST）。同時該地設有夏令時間，為UTC-5調快一小時，即UTC-4（EDT）。